# 2012 na ciência

## Eventos
- Início do projeto de preservação Memory of Mankind na Áustria.

## Mortes
| Data           | Nome              | Profissão | Nacionalidade | Observações | Ref |
| -------------- | ----------------- | --------- | ------------- | ----------- | --- |
| 3 de fevereiro | Andrzej Szczeklik | médico    | Polónia       | n. 1938     |     |

## Prémios
Medalha Copley
- John Ernest Walker[1]

Medalha Real
- Tom Kibble[2], Kenneth Murray[2] e Andrew Bruce Holmes[2]

Medalha Rumford
- Roy Taylor[3]

Medalha Wollaston
- Christopher Hawkesworth[4]

Prémio Nobel
- Nobel de Física - Serge Haroche[5] e David Wineland[5]
- Nobel de Fisiologia ou Medicina - John Gurdon[6] e Shinya Yamanaka[6]
- Nobel de Química - Robert Lefkowitz[7] e Brian Kobilka[7]